# Marko Korošec
Marko Korošec, slovenski zdravnik kirurg, * 24. april 1906, Trst, † 8. februar 1960, Maribor.
Korošec je študiral na Medicinski fakulteti v Ljubljani in v Zagrebu, kjer je leta 1930 diplomiral. Kot sanitetni oficir se je sprva zaposlil v Mariboru, kasneje pa v Zagrebu, kjer je 1940 dokončal specializacijo iz kirurgije. Med drugo svetovno vojno je bil izseljen v Avstrijo, kjer je živel v Celovcu,  Gospe Sveti in Wolfsbergu. Po koncu vojne se je zaposlil v Mariboru, kjer je delal kot kirurg v Splošni bolnici Maribor, v kateri je organiziral travmatološko službo.